# Perdition City
Perdition City – piąty album studyjny norweskiego zespołu muzycznego Ulver, wydany 26 marca 2000 roku przez niezależną wytwórnię płytową Jester Records.
Wydanie płyty współfinanfowało Norweskie Ministerstwo Kultury.

## Lista utworów
1. „Lost in Moments” – 7:16
2. „Porn Piece or the Scars of Cold Kisses” – 7:08
3. „Hallways of Always” – 6:35
4. „Tomorrow Never Knows” – 7:59
5. „The Future Sound of Music” – 6:39
6. „We are the Dead” – 3:41
7. „Dead City Centres” – 7:10
8. „Catalept” – 2:15
9. „Nowhere/Catastrophe” – 4:48

## Twórcy
- Kristoffer „Trickster G.” Rygg – śpiew, instrumenty klawiszowe, perkusja, zdjęcie we wkładce
- Tore Ylwizaker – instrumenty klawiszowe, pianino, gitara basowa
- Håvard Jørgensen – gitara
- Bård „Faust” Eithun – perkusja w utworze „The Future Sound of Music”
- Ivar H. Johansen – perkusja w utworze „Nowhere/Catastrophe”
- Kåre João Pedersen – perkusja w utworze „Porn Piece or the Scars of Cold Kisses”
- Rolf Erik Nystrøm – saksofon w utworach „Lost in Moments” oraz „Dead City Centres”
- Øystein Moe – gitara basowa w utworze „Lost in Moments”
- Bård Torgersen – zdjęcia
- Esben Johansen – zdjęcie na okładce